# Superman and the Mole-Men
Superman and the Mole-Men ist der 1951 gedrehte, dritte Kinofilm mit der Figur des Superhelden Superman. Die Regie des Schwarz-Weiß-Filmes führte Lee Sholem, die Hauptrolle übernahm George Reeves. Der knapp einstündige Film wurde im deutschsprachigen Raum weder im Kino noch im Fernsehen gezeigt, weswegen es auch keine offizielle Übersetzung des Titels ins Deutsche gibt; wörtlich übersetzt heißt der Titel „Superman und die Maulwurfsmenschen“.

## Handlung
Die Reporter Clark Kent und Lois Lane reisen in die Kleinstadt Silsby. Anlass ist die tiefste Ölbohrung, die jemals durchgeführt wurde. Durch die Bohrung, die fast bis zum Erdkern reicht, wurde die Heimat der Maulwurfsmenschen beschädigt, eine kleine, stark behaarte Menschenart. Entsetzt vom Aussehen der Maulwurfsmenschen, deren Augen in der Dunkelheit leuchten, formiert sich unter den Einwohnern der Stadt Silsby eine Gruppe unter Führung von Luke Benson, deren Ziel es ist, die Wesen zu töten. Clark Kent versucht in Gestalt von Superman, diesen Plan zu verhindern. Es gelingt ihm, unterstützt von Lois Lane, den Mob zu besänftigen, indem er Benson das Leben rettet. Danach wird die Bohrung verschlossen und von den Maulwurfsmenschen gesprengt. Reporterin Lois Lane sagt in einer Schlussszene: „Sie leben ihr Leben und wir leben unser Leben.“

## Kritiken
„Aus heutiger Sicht sehr milde, erreichte der Film sein Hauptziel: Werbung zu machen für die bald darauf gestartete TV-Serie.“

## Bemerkungen
- Der Film wurde später als (einzige zweiteilige) Folge The Unknown People der Fernsehserie Adventures of Superman (dt. Superman – Retter in der Not) wiederverwertet.[3]
- Der Film ist im Originalton in der deutschen 4-Disc-Sonderedition des Superman-Films von 1978 auf DVD erschienen.[4]